# Guerra civil chilena de 1891
La guerra civil chilena de 1891, también conocida como Revolución de 1891, fue un conflicto armado interno ocurrido en Chile entre los partidarios del Congreso Nacional y los del presidente de la República José Manuel Balmaceda.
Tras una serie de disputas entre los Poderes Ejecutivo y Legislativo, la discusión sobre el presupuesto fiscal de 1891 fue una de las grandes causas del conflicto. Sin embargo, el hecho que desencadenó la guerra fue el cierre del Congreso por parte del presidente Balmaceda. Mientras las fuerzas del Ejército de Chile se dividieron, apoyando a ambos bandos, la Armada se unió a los congresistas. Desde Iquique los revolucionarios iniciaron una serie de campañas con el fin de derrocar a Balmaceda, quien estableció una férrea opresión sobre sus opositores.
Tras las batallas de Concón y Placilla, las fuerzas leales al presidente fueron derrotadas. Balmaceda entregó el poder al general Manuel Baquedano el 28 de agosto, mientras las fuerzas revolucionarias entraban a Santiago. Balmaceda se refugiaría en la embajada argentina, lugar en el que se suicidó el 19 de septiembre de 1891, un día después de que expirara su periodo constitucional como presidente.
La victoria de las fuerzas congresistas marcó un importante hito en la historia de Chile. La sociedad chilena enfrentó una gran división tras el conflicto bélico, que dejó entre 5000 y 10 000 muertos. Las reformas a la Constitución de 1833 terminaron con la llamada República Liberal y se inició el Régimen Parlamentario que imperó en Chile hasta 1925.

## Causas
Se ha apuntado como principales causas de esta guerra a las siguientes:
- Conflicto presidencialismo-parlamentarismo: El mandatario gobernó interpretando la constitución como presidencialista, con lo que se ganó la oposición de los partidos políticos y el Congreso Nacional, que habían desarrollado una lectura parlamentarista de la carta fundamental. Ello le significó múltiples obstáculos a Balmaceda para poder cumplir sus propósitos.[3]
- Intervención electoral: Balmaceda pretendía designar, tal como lo habían hecho sus antecesores, al Congreso y a su sucesor en la presidencia por medio de la intervención electoral; esto, yendo en contra del llamado de los partidos políticos a respetar la libertad electoral.
- Hegemonía oligárquica en peligro: El gobierno de Balmaceda significó la entrada en la palestra política de una nueva oligarquía emergente en la escena nacional que amenazaba con acabar con el control total que la clase gobernante hasta entonces había detentado de forma exclusiva.[4]
- División de las Fuerzas Armadas: Para el desarrollo de la guerra fue fundamental la división de las Fuerzas Armadas, ya que sin este suceso, el bando de Balmaceda no hubiera podido oponer resistencia. El Ejército apoyó al Presidente, y la Armada a la causa congresista.
- Crecientes niveles de rivalidad política: El respeto a las autoridades de Gobierno y a los opositores, que habían marcado la convivencia anterior, se vio sobrepasado por una prensa virulenta que llegó a incluir en sus ataques a familiares y vidas privadas de los hombres públicos.[5]
- Conflicto con la Iglesia: Por la condición liberal de Balmaceda, y su antiguo apoyo al traspaso del poder eclesiástico al Estado, los clérigos, los políticos y particularmente los jóvenes conservadores mantuvieron una oposición virulenta al Presidente.[6]

## Estallido del conflicto

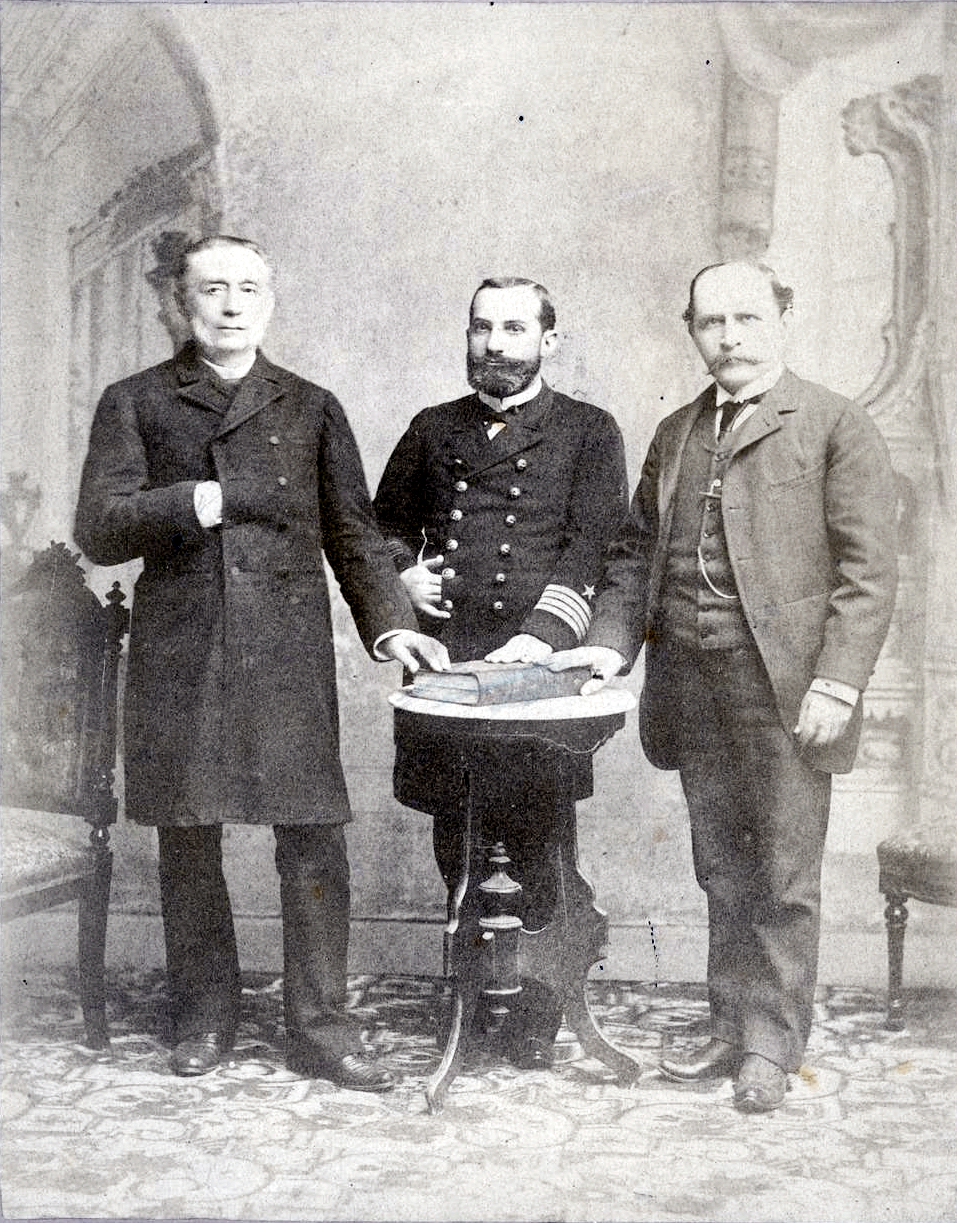
La junta revolucionaria de Iquique (de izq. a der.): Waldo Silva, vicepresidente del Senado; Jorge Montt Álvarez, capitán de navío y presidente de la misma; y Ramón Barros Luco, presidente de la Cámara de Diputados.

Tanto el Congreso como el presidente se negaron a ceder, por lo que al llegar el 1 de enero de 1891, Balmaceda estableció por decreto la prórroga de los presupuestos del año anterior. Esto condujo a la crisis institucional. El Congreso Nacional declaró al Presidente fuera de la ley, a lo que Balmaceda respondió instaurando la dictadura, asumiendo todo el poder público necesario para la administración y gobierno del Estado y el mantenimiento del orden interior.
Apoyándose en la mayor parte de la Armada y parte importante del Ejército, el Congreso confió el mando al capitán de navío Jorge Montt Álvarez el 6 de enero de 1891 para defender "la Constitución y las leyes". Para que el movimiento de la Armada no fuera considerado como un simple pronunciamiento, los marinos exigieron la presencia de los Presidentes de ambas Cámaras, lo que hicieron de inmediato Ramón Barros Luco, Presidente de la Cámara de Diputados, y Waldo Silva, Vicepresidente del Senado. El 7 de enero, la escuadra se sublevó contando con los blindados Cochrane y Blanco Encalada, el crucero Esmeralda, la corbeta O'Higgins y la cañonera Magallanes. El monitor Huáscar estaba del lado de los congresistas.
Como la mayoría del Ejército se mantuvo en obediencia al Presidente, la escuadra se dirigió al norte, para tomar la rica zona salitrera, que sería la caja de fondos de la revolución y desde donde reclutaría soldados para formar un ejército. Los dueños de las salitreras no miraban con buenos ojos la política comercial de Balmaceda ni el régimen dictatorial impuesto por este, después de conocer el alzamiento.
| Bando leal al Congreso                                                                                | Bando leal al Presidente |
| --- | --- |
| Estanislao del Canto Arteaga Arturo Fernández Vial Adolfo Holley Jorge Montt Álvarez Gregorio Urrutia | Santiago Amengual Balbontín José Luis Araneda Carrasco Orozimbo Barbosa Puga José Antonio Bustamante José María del Canto Arteaga Diego Dublé Almeyda Juan José Latorre Benavente Óscar Viel y Toro José Velásquez Bórquez Juan Williams Rebolledo |

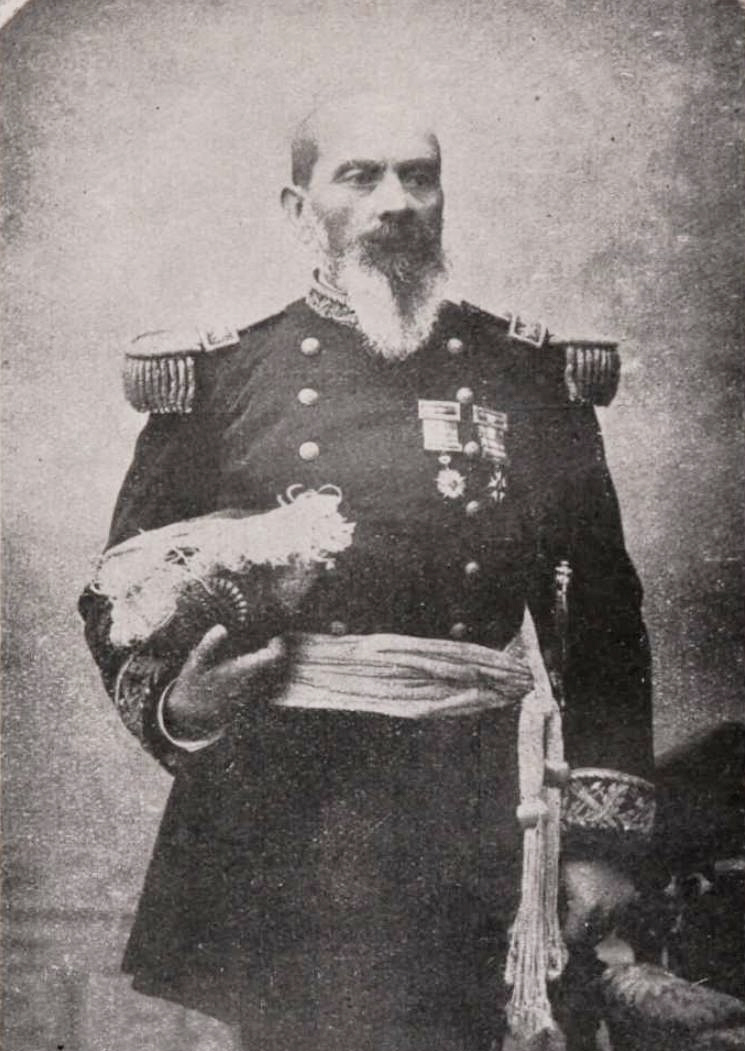
General Orozimbo Barbosa

El primer enfrentamiento fue el combate de Zapiga, el 21 de enero de 1891 que desencadenó la Campaña del Norte.
Los congresistas capturaron Pisagua, con un ejército que no pasaba todavía de 1200 voluntarios, soldados y marineros, y que era comandado por el coronel Estanislao del Canto. El encuentro con las tropas balmacedistas, conformadas por 900 soldados al mando de Eulogio Robles Pinochet, se realizó en Huara, ubicada entre Pisagua e Iquique el 17 de febrero. Después de cuatro horas de combate las tropas congresistas fueron derrotadas.
La situación crítica de los congresistas cambió con la captura de Iquique (Combate de la Aduana de Iquique) por el capitán de navío Merino Jarpa, quien al mando de 40 marineros logró rechazar el ataque del coronel José María Soto.
Dueños de Iquique y con la simpatías de los trabajadores de la pampa, el Ejército Constitucionalista, como se hacían llamar las fuerzas que representaban al Congreso, incrementaron su número y vencieron a Robles en el combate de Pozo Almonte, siendo asesinado sin piedad aun cuando se encontraba herido.
Las provincias de Tarapacá, Antofagasta y Atacama quedaban al mando de la revolución.

## La Junta de Iquique y la dictadura balmacedista

### La Junta de Iquique

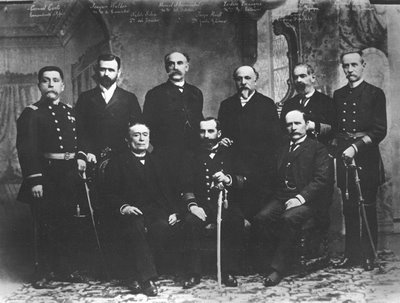
Junta de Gobierno de Chile durante la guerra civil en Iquique, 1891

Desde el principio, los congresistas tuvieron en Santiago una junta secreta que dirigía la revolución desde tierra. Con la conquista del norte, el 12 de abril de 1891 organizaron la Junta de Gobierno de Iquique, compuesta por el Capitán de Navío Jorge Montt Álvarez, que la presidiría, Waldo Silva, Vicepresidente del Senado y Ramón Barros Luco, Presidente de la Cámara de Diputados como vocales, la que actuaría como órgano de gobierno, en reemplazo del Presidente de la República, con Enrique Valdés como secretario y asesorada por cuatro ministros: Interior y Obras Públicas, que se reservó para Manuel A. Matta; Relaciones Exteriores y Justicia, Culto e Instrucción Pública, a cargo de Isidoro Errázuriz; Hacienda, a cargo de Joaquín Walker Martínez; Guerra y Marina, a cargo del Coronel Adolfo Holley.
Junto con el decreto de creación de la Junta, se dio a conocer públicamente, por primera vez, el acta de deposición de Balmaceda, documento ignorado por la mayoría de los congresistas.
Sus agentes en el extranjero, los financistas y banqueros Augusto Matte y Agustín Ross Edwards, lograron la compra de armas de los últimos modelos en Estados Unidos, superiores a las del ejército de Balmaceda, y pusieron trabas a la entrega de los cruceros "Presidente Pinto" y "Presidente Errázuriz" y el acorazado "Capitán Prat" que desde antes de la revolución se construían en Francia.

### El Gobierno balmacedista

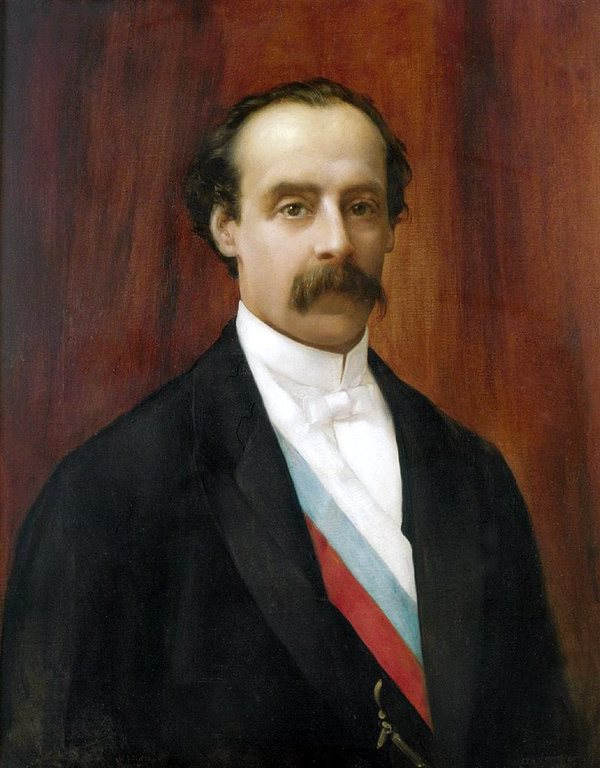
José Manuel Balmaceda.

Mientras en el norte se consolidaba el gobierno de la junta, en el resto del país se instalaba una férrea dictadura bajo la dirección del Ministro Domingo Godoy, dispuesto a aplastar la rebelión sin reparar en los medios: las universidades y algunos liceos fueron cerrados, así como los clubes y centros políticos; las cárceles se llenaron de enemigos del régimen; los diarios fueron cerrados, las cortes fueron reemplazadas por tribunales militares; fueron incautadas arbitrariamente las haciendas de los opositores; además de realizarse en campos y ciudades enrolamientos forzosos, destinados a incrementar el ejército del gobierno.
Balmaceda decidió legitimar su gobierno, disolviendo el Congreso y convocando a elecciones parlamentarias, postulando como su sucesor a Claudio Vicuña.
Los atropellos en todo orden cometidos por Godoy, causaron que la mayoría del Congreso recién elegido solicitara la renuncia del ministro de La Moneda. Por ese motivo, se organizó otro ministerio al mando de Julio Bañados Espinoza, quien propuso reformas semejantes a las contenidas en la Constitución de 1833, entre ellas, el establecimiento de un régimen presidencial.

## Fuerzas navales comparadas
Las fuerzas congresistas contaban con la Fragata blindada Cochrane y la Blanco Encalada, la corbeta O'Higgins, el Crucero Esmeralda, el Monitor Huáscar y la Cañonera Magallanes. El Presidente José Manuel Balmaceda Fernández sólo contaba con las torpederas que estaban en sus varaderos, protegidas dentro del galpón de la Caleta de Las Torpederas. Otros buques como los cruceros protegidos Presidente Errázuriz, Presidente Pinto y el acorazado pre-dreadnought Capitán Prat se encontraban en construcción en Europa. La Corbeta Abtao regresaba de su viaje al Mediterráneo y el Torpedero Almirante Condell navegaba por el Atlántico.

### Hundimiento del "Blanco Encalada"

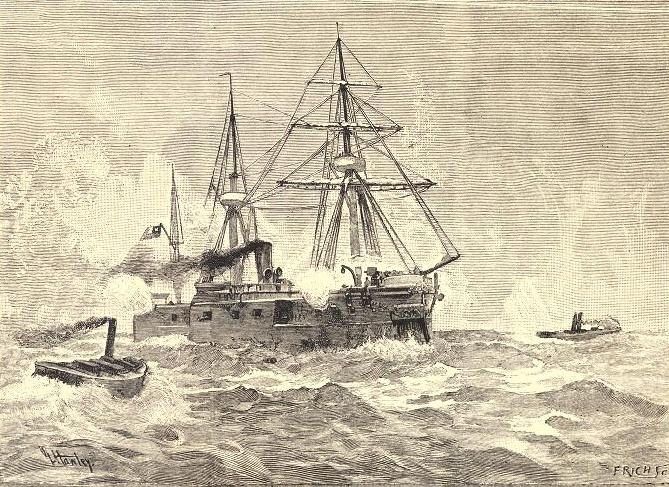
Ataque al Cochrane con botes torpedos.

La mayor parte de la escuadra estaba en manos de los congresistas; se estaban construyendo en Francia una serie de buques, de los cuales Balmaceda recibió las torpederas Almirante Lynch y Almirante Condell. Estas atacaron por sorpresa en la madrugada del 23 de abril sobre el puerto de Caldera, lanzando sus torpedos sobre el Blanco Encalada, hundiéndolo. A bordo del buque se encontraba Ramón Barros Luco, integrante de la Junta de Iquique, quien logró salvar con vida, y Enrique Valdés Vergara, secretario general de la Escuadra, quien murió junto a otros 11 oficiales y 171 tripulantes, tanto civiles como militares. Este fue el llamado Combate Naval de Caldera. Si bien el hundimiento significó una pérdida importante de armas, municiones y vituallas para las tropas en tierra, no logró romper la superioridad marítima de la Junta de Iquique.
El 15 de mayo de 1891, Ismael Valdés Vergara, hermano de Enrique, fue designado como secretario general de la Escuadra por la Junta de Iquique.
En tiempos posteriores, Barros Luco desmentiría la anécdota que afirmaba que se habría salvado asido de la cola de una vaca, que era parte del ganado en pie que se acostumbraba a llevar a bordo, porque no sabía nadar.

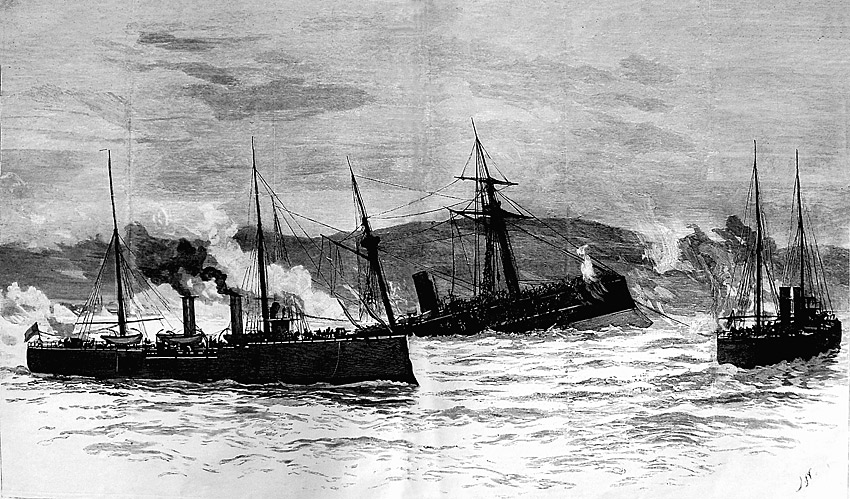
Cazatorpederos Lynch y Condell atacan al Blanco Encalada en Caldera

El Blanco Encalada fue el primer blindado en el mundo en ser hundido por un torpedo autopropulsado disparado desde otro navío.

## La ofensiva congresista

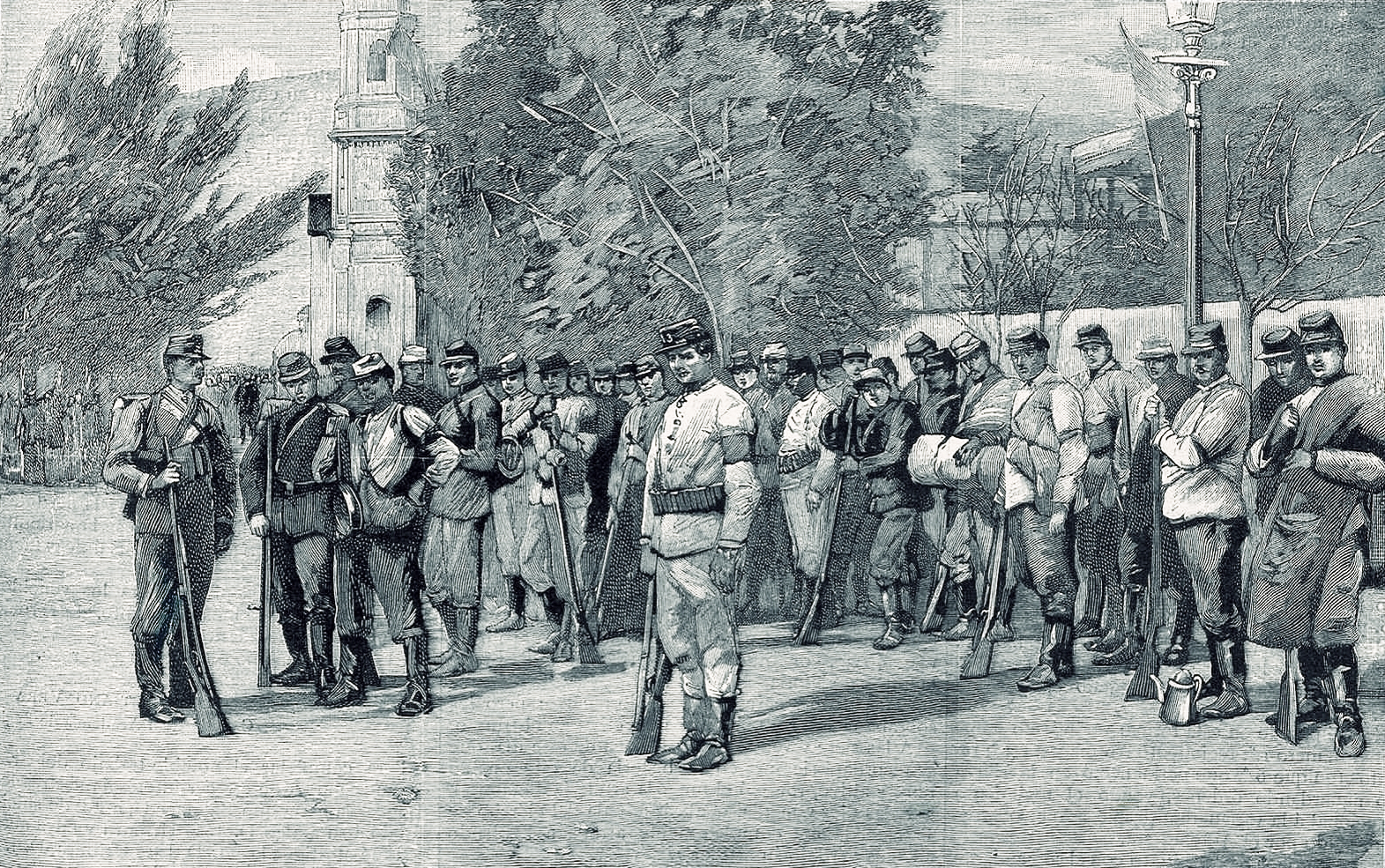
El regimiento de Pisagua (3° de línea de las fuerzas congresistas) en la plaza de Viña del Mar, después de las batallas de Concón y Placilla.

El ejército congresista compró armamentos de último modelo, principalmente alemán y británico (con los recursos de los impuestos a las salitreras), y bajo la dirección del teniente coronel alemán Emilio Körner se agruparon 10 000 hombres, entre soldados voluntarios reclutados de las oficinas salitreras y oficiales improvisados entre los jóvenes llegados ocultamente desde distintas zonas del país, tenía en su poder las ricas regiones del norte y la Armada (de tradición inglesa).
Terminada la organización de fuerzas, la junta de Iquique expedicionó al sur, ya que Balmaceda había reunido 32 000 hombres, para rechazar cualquier intento de desembarco, pero divididos en varias fuerzas (Balmaceda se negó a agrupar sus fuerzas). Como Jefe del ejército congresista fue nombrado Estanislao del Canto. El objetivo de los congresistas era derrocar a Balmaceda antes de que este recibiera los blindados recientemente comprados, el Presidente Errázuriz y el Presidente Pinto, que hubieran equiparado el poder naval del presidente con la de los congresistas.

### Represión del gobierno de Balmaceda antes de la guerra civil de 1891
La noche del 19 de diciembre de 1890, la policía balmacedista reprime un mitin conservador, el cual culmina con la muerte del joven conservador Isidro Ossa Vicuña, quien es considerado la primera víctima de la guerra civil. Luis Orrego Luco lo describe como un “joven simpático y sin figuración”, “sin brillante talento”, aunque era “por su ardoroso celo ultramontano y por su situación social prominente, una figura de relieve". La Época calificó al asesinato como “aleve e infame”, realizado por los “esbirros del Presidente de la República”, mandados en último término por el propio Balmaceda.** La Unión, por su parte, reclamaba contra un asesinato que se producía “sin causa, ni pretexto, ni provocación de ningún género”. Y luego agregaba con fuerza: “Esta primera víctima de la tiranía que se inicia era por todos conceptos digna de ser inmolada en el altar de la patria. ¡Y fue inmolado inerme, por la espalda, a sangre fría por viles agentes de los agentes de la tiranía, al salir de una asamblea pacífica! Es, pues, el reinado del crimen el que comienza”. El General Baquedano se mostró claro y dispuesto contra el gobierno de Balmaceda, especialmente después del asesinato de Isidro Ossa, Entonces el general señaló a su camarada Cornelio Saavedra lo siguiente: “Ya no se puede volver atrás y debemos proceder”, lo que ilustraba una convicción de ir hasta las últimas consecuencias. La reunión habría sido una más de las que se hicieron en el proceso de politización y polarización de la sociedad durante todo el período que precedió a la guerra civil, pero la muerte de Ossa cambió la importancia de la reunión y también de los últimos días del año. Una partida de policías penetró en el Club Conservador, donde se encontraban los opositores, en una actividad que era liderada por Joaquín Walker Martínez y en la que participaban principalmente jóvenes y obreros. Walker encaró a algunos “sospechosos”, quienes eran de la policía enviados al lugar para ejercer vigilancia, capitaneados por Ramón Valdés Calderón, hombre criticado por sus procedimientos, quien había llegado a ser un * factotum y déspota vulgar”, en palabras de Blanchard Chessi. Después de un intercambio de balazos por ambos lados, fueron apresados más de cien participantes en la reunión, pero Isidro Ossa prefirió emprender el retiro del lugar, siendo perseguido por unos guardias montados. Recibió entonces un disparo que lo dejó moribundo manchando de sangre el lugar y también el debate político. Por primera vez se comprobaba que la lucha de los poderes no era sólo una cuestión de palabras, sino que podía llegar en cualquier momento a los hechos más crueles.  Walker Martínez señaló al día siguiente que se trató de un “asesinato alevoso perpetrado en medio de toda la fuerza pública”, cuya sangre caía sobre el presidente de la República y sus ministros.% A juicio de El Ferrocarril, la policía organizó expresamente una partida armada, “haciendo ostentación de un despliegue inútil e imprudente de fuerza como amenaza al libre derecho de reunión”. La Época calificó al asesinato como “aleve e infame”, realizado por los “esbirros del Presidente de la República”, mandados en último término por el propio Balmaceda.** La Unión, por su parte, reclamaba contra un asesinato que se producía “sin causa, ni pretexto, ni provocación de ningún género”. Y luego agregaba con fuerza: por una parte lamentaron la muerte del joven Ossa y por otra atacaron al gobierno que combatían.
Una de las manifestaciones más visibles de la restricción a las libertades durante 1891 fue la desaparición de los periódicos contrarios a Balmaceda, que dejaron de circular por disposiciones expresas de las autoridades. Un decreto prohibió de inmediato la circulación de El Independiente, El Estandarte Católico, La Época, La Libertad Electoral, El Día, El Fígaro, El Ají y Las Provincias. Similar situación vivieron los adversarios de la administración en Valparaíso, donde a la clausura de diarios se sumó el encarcelamiento de algunos periodistas. Lo mismo sucedió con el periódico El Sur de Concepción, donde “al amanecer del 10 de enero de 1891 se presentó a las puertas de la imprenta [del diario] un piquete de treinta soldados, quienes derribaron puertas y ventanas a golpe de culatazos”, impidiendo su circulación hasta una vez concluida la guerra. 
El único medio al que se le permitió libre circulación fue a El Ferrocarril, el cual, sin embargo, decidió compartir la suerte de los demás periódicos y no gozar de privilegios especiales, en medio del grave atentado que había sufrido la libertad de prensa. Varios periodistas y dueños de medios fueron a parar a la cárcel, como se ha mencionado. En la penitenciaría capitalina estaban Carlos Lyon y Moisés Escala, director y redactor de La Unión de Valparaíso, respectivamente; Ramón Briseño, de La Patria; Eusebio Segundo Lillo y Teófilo Durán, de La Libertad Electoral; Carlos Luis Húbner y Ángel Custodio Espejo, colaboradores de diversos periódicos; Emilio Espinosa, de El Puchacay, de La Florida; Lorenzo Monsalve, de El Imperial de Coronel; además del propio José María Solano, de El Heraldo. La razón de la prohibición de los medios de comunicación enemigos del balmacedismo es, evidentemente, la instauración de la dictadura, que tuvo consecuencias variadas en términos de restricción a los derechos personales. Sin embargo, el gobierno tenía otras razones para limitar la libertad de prensa, que resumió muy bien el presidente Balmaceda en la inauguración del Congreso Constituyente: “La licencia de la prensa ha llegado en nuestro tiempo a extremidades a que no se llegó jamás en ningún país de la tierra... La licencia se ha precipitado en la pendiente del escándalo, y ha llegado a ser una de las causas del trastorno que aflige a los chilenos pacíficos y honrados”. A pesar de las restricciones, la oposición siguió difundiendo sus ideas a través de la prensa clandestina, que se convirtió quizá en el mayor dolor de cabeza del gobierno. Entre los periódicos principales se pueden mencionar los siguientes: La Horca, La Dictadura, La Venganza, La Justicia, La Libertad, El Heraldo, La Patria, El Constitucional, El Congreso, El Republicano, La Revolución. '** El periódico gobiernista El Recluta menciona también otros además de algunos de los señalados, por ejemplo El Amigo del Pueblo. En esos medios, como reconoce un adversario de Balmaceda, “las verdades” que proclamaban eran “a veces exageradas por la vehemencia de ver a la patria restaurada y a los opresores justamente castigados”. La labor de la prensa clandestina era muy difícil. El peligro de ser detenido, enviado a la cárcel e incluso torturado siempre estuvo presente. “Al calabozo con este bellaco... en la noche cantará”, oyó decir Arturo Alessandri al momento de su detención mientras repartía La Revolución, aunque finalmente no sufrió flagelaciones. Pero el caso más dramático fue, sin duda, el de Álvaro Lamas, redactor del Diario Oficial del verdadero gobierno, quien recibió más de cien azotes, fue dejado en libertad luego de varias semanas, con secuelas que se extendieron de por vida. Domingo Godoy reconoció los tormentos, pero aseguró que se habían aplicado sin conocimiento de la autoridad.
La difusión se hacía mediante esos “periodistas clandestinos”, pero también contribuyeron las mujeres, que se convirtieron en el principal respaldo de los revolucionarios en la propagación de sus ideales. A mediados de año La Nación estimó su deber publicar una lista de mujeres “accionistas, protectoras y propagadoras de pasquines”, que se habría encontrado en una imprenta descubierta por las autoridades. El objetivo del medio de gobierno era denunciar a quienes habían contribuido con las calumnias de esos periódicos clandestinos, “en menoscabo de la sociedad, de la familia, del hogar y de la Patria”. La existencia de esa prensa opositora era el reflejo de la vida en la clandestinidad. El gobierno, por su parte, se preparaba para la legalización de sus actos y se organizaba para darle una continuidad histórica a lo que había sido el proyecto de su administración en los últimos años de Balmaceda en el poder.

### Conspiraciones
La acción militar y naval de la junta debía ser secundada por el comité secreto de Santiago, que planeó inutilizar las torpederas del gobierno y la destrucción de puentes para evitar la concentración de las unidades a lo largo del país. Lo primero fue intentado por Ricardo Cumming, industrial de Valparaíso, pero fue delatado por uno de sus cómplices, siendo posteriormente sometido a un Consejo de Guerra que lo condenó a muerte. Su fusilamiento tuvo lugar el 12 de julio de 1891.

### Masacre de Lo Cañas
Más de setenta jóvenes de familias acaudaladas se reunieron junto a unos veinte artesanos en el fundo de Lo Cañas, de propiedad de Carlos Walker Martínez, a fin de organizar y preparar el corte del Puente del Maipo. Antes de lograr su objetivo, fueron descubiertos, muriendo la mayoría de ellos en el posterior ataque del Ejército presidencial, siendo los restantes aprehendidos y conducidos a la capital, donde, sometidos a Consejo de Guerra, fueron condenados a muerte y fusilados. Este hecho, después conocido como la matanza de Lo Cañas, fue ampliamente publicitado y provocó una reacción negativa, aumentando el apoyo al Congreso.

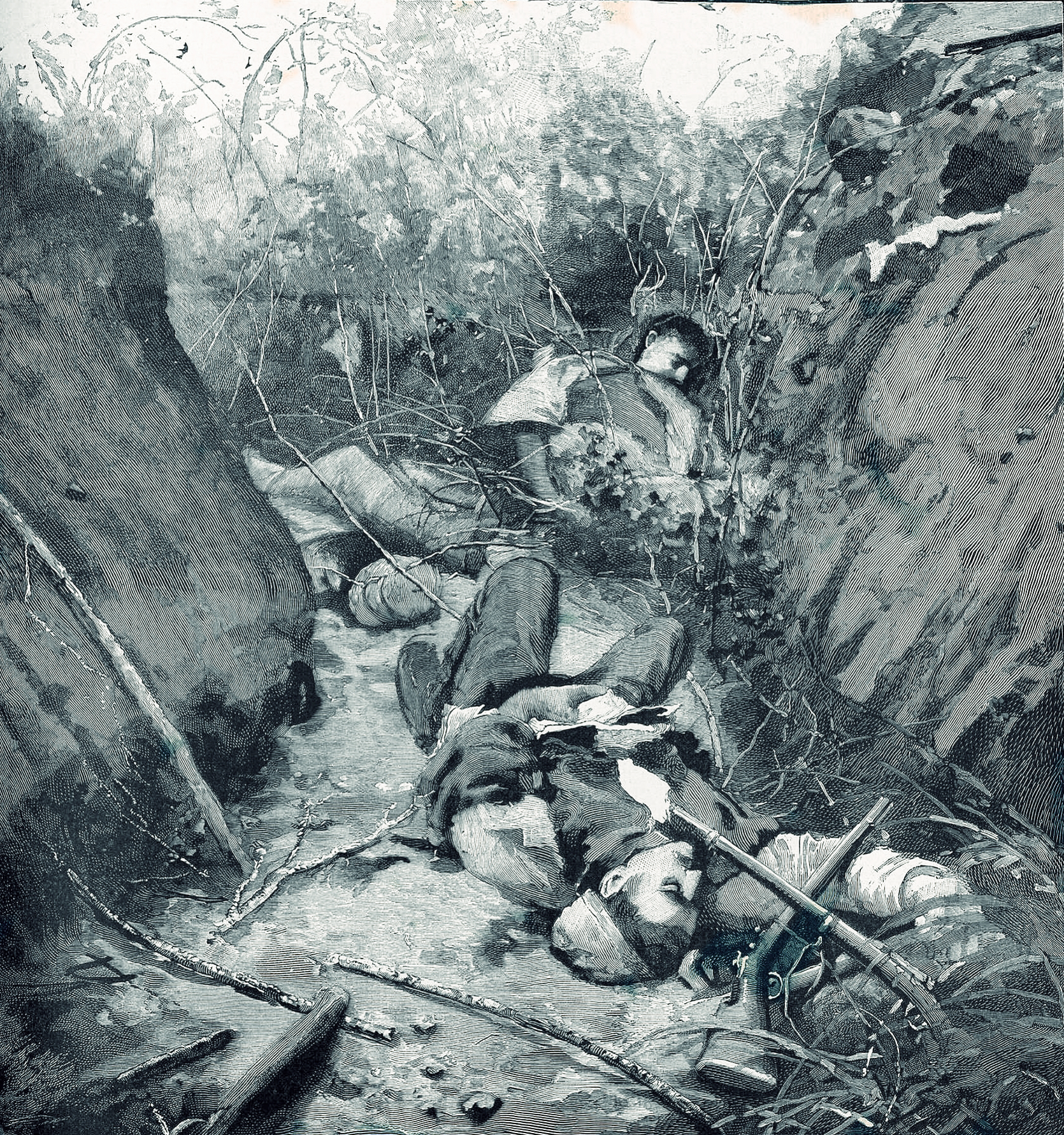
Muertos en las trincheras después de la batalla de Placilla.

### Batalla de Concón
Las tropas congresistas desembarcaron en Quintero y atravesaron el Aconcagua el 20 y 21 de agosto en número de más de 9000 combatientes, y enfrentando a los 7000 hombres de Balmaceda, que eran comandados por los generales Orozimbo Barbosa y Alcérreca sobre las alturas de Concón. Estos jefes no recibieron los refuerzos venidos de Santiago y Concepción y fueron derrotados el 21 de agosto.

### Batalla de Placilla
El ejército congresista dejó Viña del Mar y Concón, enfrentándose en la meseta de la Placilla con el ejército comandado por Barbosa y Alcérreca el 28 de agosto. La batalla fue tan corta como decisiva, las tropas balmacedistas fueron completamente derrotadas, muriendo sus generales en el enfrentamiento.

## Muerte de Balmaceda: triunfo de los congresistas

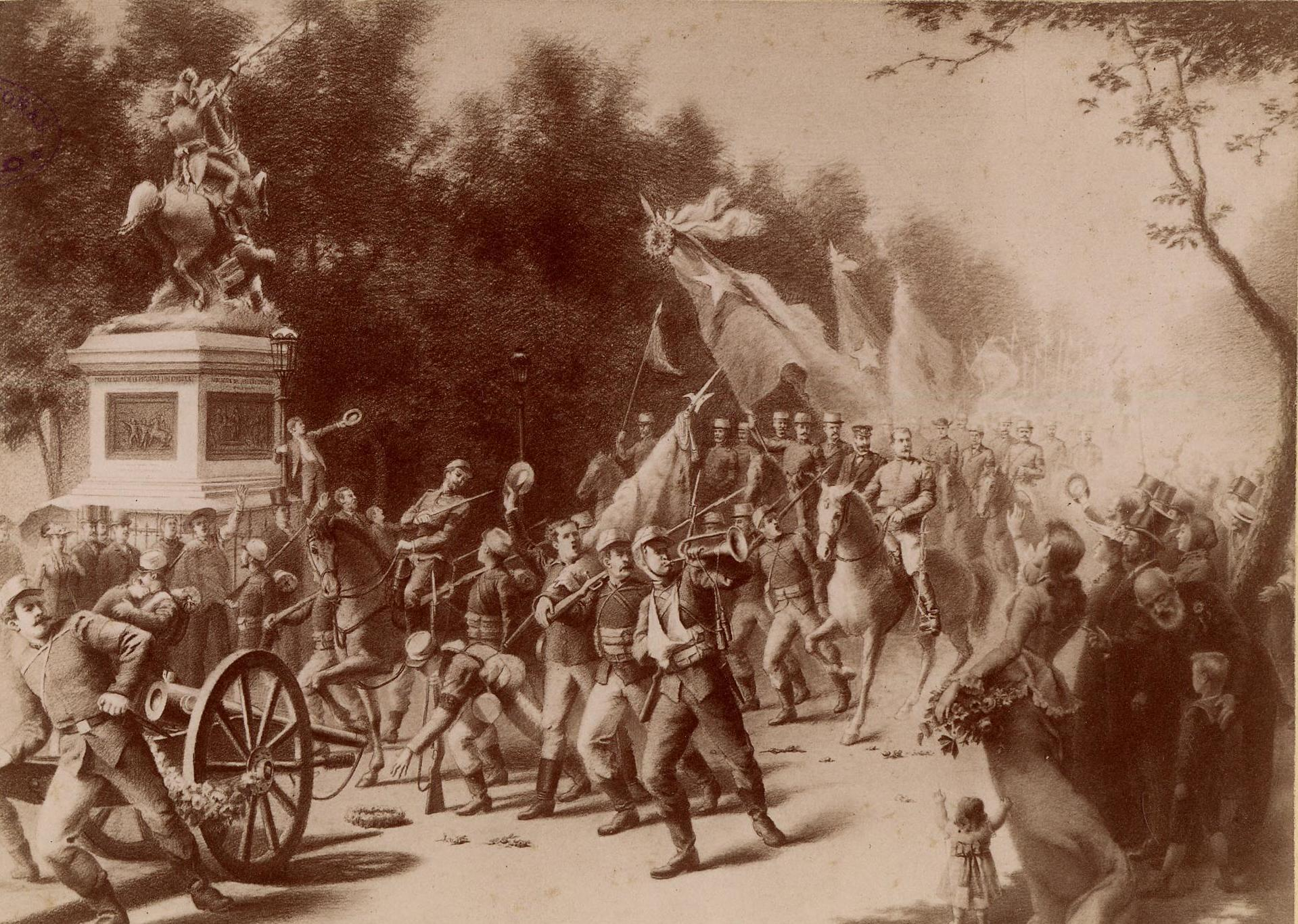
Alegoría de la entrada del Ejército Congresista a Santiago.

Al conocer la noticia de la derrota en Placilla, Balmaceda entregó el mando del poder ejecutivo al general Manuel Baquedano el 29 de agosto y se asiló en la legación argentina ese mismo día.
Baquedano no supo impedir el saqueo y destrozos en las propiedades y viviendas de los partidarios del Presidente. Ello se debió en parte a las acciones de venganza del sector vencedor, pero también se debió al vacío de poder dejado por las autoridades balmacedistas, lo que fue aprovechado por turbas y delincuentes e incluso por robos efectuados por el ejército vencido, al quedar sin jefes responsables.
El 30 de agosto ingresaron las fuerzas del Congreso a Santiago.
El capítulo final tuvo lugar el 19 de septiembre en la embajada argentina, con el suicidio de José Manuel Balmaceda en la fecha correspondiente al día posterior a la del fin de su mandato presidencial.
Se calcula que en la guerra civil murieron aproximadamente entre 5000 y 10 000 personas de una población de dos millones y medio de habitantes.
Tras la victoria sobre las fuerzas de Balmaceda, asume el control la Junta de Gobierno de Iquique el 31 de agosto de 1891, que fue trasladada a Santiago. Esta dio lugar a una nueva Junta el 3 de septiembre que convocó a elecciones de Senadores, Diputados, municipales y electores de Presidente, con arreglo a la ley electoral de 1890. Además, repuso en sus cargos a los funcionarios del Poder Judicial destituidos por la "dictadura" de Balmaceda, dio de baja a los miembros de las Fuerzas Armadas que habían servido al régimen caído y reorganizó a los empleados civiles del mismo.
El Almirante Jorge Montt asumió la presidencia el 26 de diciembre, después de las elecciones de octubre.

### Eventos posteriores
La derrota del Presidente significó el inicio de un período en la Historia de Chile conocido como la República Parlamentaria, que se extendió entre 1891 y 1924, y en el cual los Presidentes de la República estuvieron fuertemente controlados por el Congreso, que debía aprobar a su gabinete de Ministros.
Se aprobaron leyes de amnistía en diciembre de 1891 (a favor de personal subalterno de las fuerzas armadas), febrero de 1893 (a oficiales superiores), agosto de 1893 (a las víctimas de la Masacre de Lo Cañas), agosto de 1893 (a ambos bandos), diciembre de 1895 (pensiones para el personal de la administración pública que fue expulsado de su puesto).
Los partidarios de Balmaceda fundaron el Partido Liberal Democrático, conocido como el partido balmacedista. Su objetivo era cumplir el programa económico de Balmaceda y reformar la constitución para volver al presidencialismo previo a 1891. Sin embargo, en breve tiempo, cayó en las tácticas del parlamentarismo chileno.
Debido a las tensiones entre el nuevo gobierno y el gobierno de los Estados Unidos, que había apoyado a Balmaceda, se produjo el caso Baltimore.